# Pieter Van Hees (1970)
Pieter Van Hees (1970) is een Vlaams regisseur en scenarioschrijver.
Hij studeerde Germaanse filologie aan de KU Leuven en film aan Sint-Lukas.
Hij maakte verschillende kortfilms, waaronder de in september 2001 met een Amerikaanse Pixie Award (de Oscar voor internetfilms) bekroonde kortfilm Black XXX-Mas. Ook in 2001 werden zijn films vertoond op het Internationaal Kortfilmfestival Leuven waar hij zes jaar later ook nog in de jury zou zetelen.
In 2011 regisseerde hij vier afleveringen uit het zesde seizoen van Zone Stad.
Enkele jaren later volgden twee langspeelfilms, Linkeroever uit 2008 en Dirty Mind uit 2009. 
In 2014 kwam Waste Land uit, zijn derde langspeelfilm. In 2015 regisseerde hij twee afleveringen uit De Bunker en Chaussée d'Amour. In 2016 regisseerde hij de vtm televisieserie De Bende van Jan de Lichte.
Hij is lid van de Unie van Regisseurs.
Hij speelde ook een gastrol in het tweede seizoen van Vermist.